# 船橋邦子
船橋 邦子（ふなばし くにこ、1944年-　）は、日本のフェミニズム政治運動家、女性学者。緑の党グリーンズジャパン賛同人。

## 来歴
兵庫県尼崎市生まれ。お茶の水女子大学文教育学部地理学科卒。東京大学大学院中退。東大闘争に参加しのち結婚。大学非常勤講師を経て、1995年佐賀県立女性センター・生涯学習センター初代館長、1997年大阪女子大学女性学研究センター教授を歴任、和光大学教授となり、2014年退職。アジア女性資料センター理事。
2001年社民党から参議院選比例代表区に立候補し落選。

## 著作

### 単著
- 『ジェンダーがやって来た』木犀社。 NCID BN16124959。
- 『ここが知りたい!そこが聞きたい!男女共同参画社会基本法』6号、ウィメンズブックストア松香堂書店〈ウイメンズブックス・ブックレット〉、1999年9月。 NCID BA44031912。
- 『知っていますか?ジェンダーと人権一問一答』解放出版社、2003年。ISBN 9784759282689。 NCID BA64794713。
- 「気負いなく、揺らぐことなき、穏やかな真の闘い人 : 井上輝子さん (井上輝子教授退職記念)」『和光大学現代人間学部紀要』第5号、和光大学現代人間学部、2012年3月、136-138頁、ISSN 1882-7292、NAID 120005539892。
- 「「202030」で、女性の意思決定への参画は達成できるのか? (特集 「参画」を問う : 意味ある意思決定への参加とは?)」『女たちの21世紀 = Women's Asia 21』第70号、アジア女性資料センター、2012年6月、13-16頁、ISSN 2186-7143、NAID 40019367112。
- 「北京で燃えて20年 : 第4回世界女性会議 (特集 世界女性会議から20年 : 女性たちはいま)」『女たちの21世紀 = Women's Asia 21』第81号、アジア女性資料センター、2015年3月、6-11頁、ISSN 2186-7143、NAID 40020406751。
- 「フェミニズムからの「一九六八」と「現在」 (特集 再考「1968」) -- (複数形の「1968」)」『ピープルズ・プラン = People's plan』第80号、ピープルズ・プラン研究所、2018年、126-129頁、NAID 40021689791。

### 共著・編纂・翻訳
- 船橋邦子、加藤シヅエ『ふたつの文化のはざまから : 大正デモクラシーを生きた女』青山館、1985年。 NCID BN00421274。
  - 加藤シヅエ、船橋邦子『ふたつの文化のはざまから : 大正デモクラシーを生きた女』不二出版、1994年。 NCID BN11611817。 再版
- 船橋邦子、加藤シヅエ『最愛のひと勘十へ : 加藤シヅエ日記』新曜社、1988年。 NCID BN03452988。
- 西部邁、田中優子、栗本慎一郎、三井マリ子、船橋邦子、田原総一朗 著、パンドラ 編『バトルセックス』現代書館、1990年。 NCID BN05585483。
- 波田永実、船橋邦子『自治体政策とユニバーサルデザイン : 住民満足度・最大化をめざして』学陽書房、2002年。 NCID BA58270649。
- 樹村みのり、船橋邦子『冬の蕾 : ベアテ・シロタと女性の権利』労働大学出版センター、2005年。 NCID BA7553787X。
- 石田久仁子、船橋邦子 著、北京JAC 編『格差社会と女性のくらし : 北京JAC政策エンパワーメントセミナー in 盛岡 : 報告集』北京JAC、2009年。 NCID BA89647967。
- 金子良江、木口京子、藤原房子、船橋邦子、古橋源六郎「座談会 2016年を振り返る : 自治体の女性行政(男女共同参画行政)の現在 基本法の理念は生きているか」『女性展望 = Women's perspective』第683号、市川房枝記念会女性と政治センター出版部、2016年11月、6-12頁、ISSN 1345-7098、NAID 40021022850。
- 宗形初枝、船橋邦子「「強く優しく」なること : 矛盾のなか、フクシマで生き続けるために : インタビュー 宗形初枝さん (特集 震災は女性に何をもたらしたか)」『女たちの21世紀 = Women's Asia 21』第89号、アジア女性資料センター、2017年3月、28-31頁、ISSN 2186-7143、NAID 40021140305。
- 前川喜平、船橋邦子、濱田すみれ「個人を大切にする教育を : 教育行政の中枢を担った経験から インタビュー : 前川喜平さん (特集 教育への国家介入がもたらすものとは何か)」『女たちの21世紀 = Women's Asia 21』第92号、アジア女性資料センター、2017年12月、6-14頁、ISSN 2186-7143、NAID 40021520126。

## 参考資料
- 日外アソシエーツ株式会社 編『現代日本人名録』 2002巻、4 (ひろ～わ)、日外アソシエーツ、2002年1月。
- ISBN 978-4-7592-8268-9
- “第17回夜間セミナー V.「アジア」女性学の知／権力の政治――アジアにおけるトランスナショナル・フェミニズムに向けて―”.   お茶の水女子大学ジェンダー研究センター (2004年10月25日). 2019年1月25日閲覧。
- “選挙・政治資金 > 資料集 > 選挙関連資料 > 比例代表都道府県別党派別名簿登載者別得票数 > 政党等の名称　社会民主党”.   総務省 (2009年). 2019年1月25日閲覧。 “得票順位7位、合計得票29,990票。”
- 「第24回全国協議会 次第」（pdf）、緑の党、2013年9月28日、2019年1月25日閲覧。
- “理事スタッフ紹介”. 2019年1月25日閲覧。
- “船橋 邦子  funabashi kuniko”. 2019年1月25日閲覧。